# Gastrochilus malipoensis
Gastrochilus malipoensis är en orkidéart som beskrevs av Xiao Hua Jin och Sing Chi Chen. Gastrochilus malipoensis ingår i släktet Gastrochilus och familjen orkidéer. Inga underarter finns listade i Catalogue of Life.